# Синяя расписная ванга
Синяя расписная ванга, или голубая расписная ванга (лат. Cyanolanius madagascarinus), — вид воробьиных птиц из семейства ванговых (Vangidae).

## Ареал
Обитает на Мадагаскаре и Коморских островах. Встречается на Мадагаскаре повсюду, кроме полупустынных районов.

## Описание
Длина тела около 15 см. Самцы имеют ярко-голубую верхнюю сторону тела со слегка лиловым оттенком. Через глаза, огибая сверху и снизу основание клюва проходит чёрная полоса. Хвостовое оперение синее с чёрными кончиками перьев. Горло и вся нижнее оперение птицы ярко белое. У самок окрас как верхней, голубой части, так и нижней, белой, менее яркий. На грудке самок иногда имеется бледно оранжевое размытое пятно. Неполовозрелые особи так же отличаются от взрослых менее ярким серо-голубым оперением сверху. 

## Питание
Питается насекомыми и их личинками. Эти птицы в поисках пищи часто присоединяются к смешанным стаям насекомоядных птиц.

## Размножение
Самка откладывает 3—4 яйца в гнездо, расположенном в кроне дерева. Биология размножения вида изучена слабо.

## Классификация
Подвидов не выделяют. Ранее выделяли три подвида, два из которых были перенесены в отдельный вид Cyanolanius comorensis:
- Cyanolanius comorensis bensoni Louette & Herremans, 1982 — остров Нгазиджа (Коморские острова)
- Cyanolanius comorensis comorensis (Shelley, 1894) — остров Мвали (Коморские острова)